# Гобиндагандж
Гобиндагандж (бенг. গোবিন্দগঞ্জ, англ. Gobindaganj) — город и муниципалитет на севере Бангладеш, административный центр одноимённого подокруга. Муниципалитет был основан в 1999 году. Площадь города равна 5,68 км². По данным переписи 2001 года, в городе проживало 26 721 человек, из которых мужчины составляли 51,13 %, женщины — соответственно 48,87 %. Плотность населения равнялась 4704 чел. на 1 км². Уровень грамотности населения составлял 46 % (при среднем по Бангладеш показателе 43,1 %). 